# Oranienbaum (stacja kolejowa)
Oranienbaum, także Oranienbaum I (ros. Ораниенбаум, Ораниенбаум I) – stacja kolejowa w miejscowości Łomonosow, w Petersburgu, w Rosji. Położona jest na linii z Dworca Bałtyckiego do Wiejmarna.
Kończy się tu biegnąca z Dworca Bałtyckiego linia dwutorowa. Linia z Oranienbaumu w stronę Kotłów jest jednotorowa.
Nazwa stacji pochodzi od dawnej nazwy Łomonosowa, którą miasto nosiło do 1948. Po zmianie nazwy miasta stacja kolejowa zachowała dawną nazwę.

## Historia
Stacja powstała w XIX w. jako stacja krańcowa linii z Petersburga. Poprzedzającą ją stacją był Stary Peterhof.

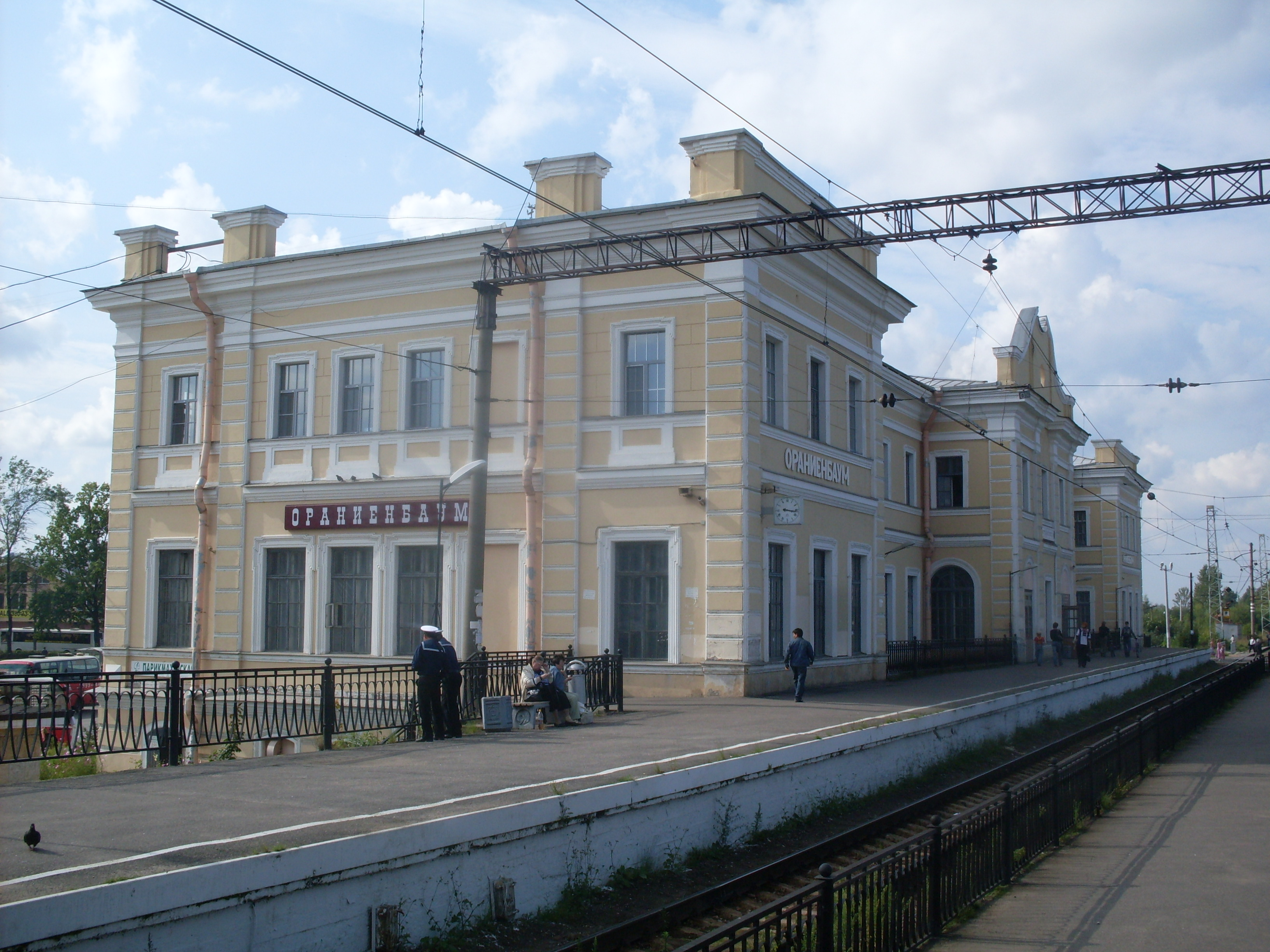
dworzec od strony peronów
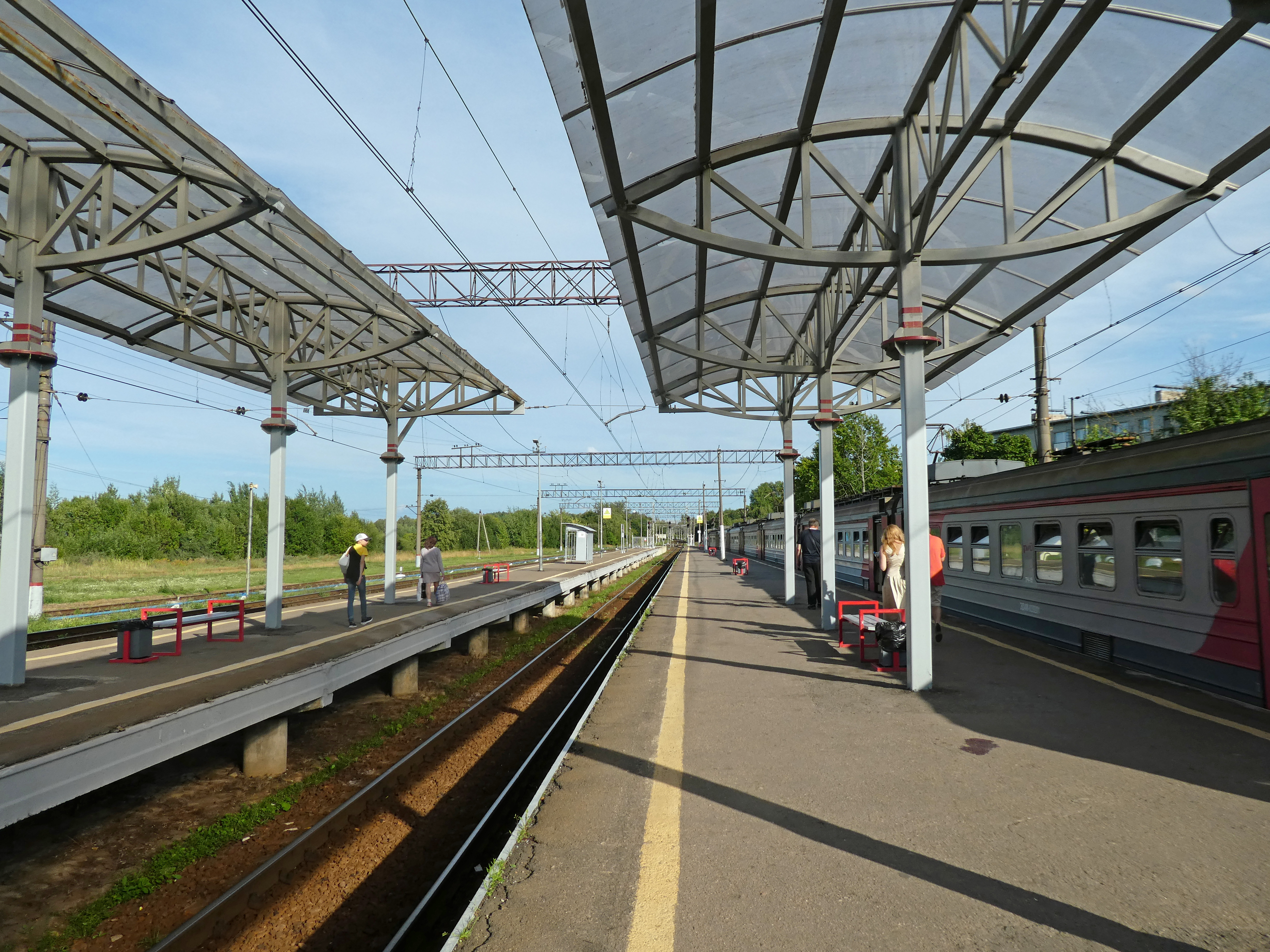
perony, widok w stronę Dworca Bałtyckiego
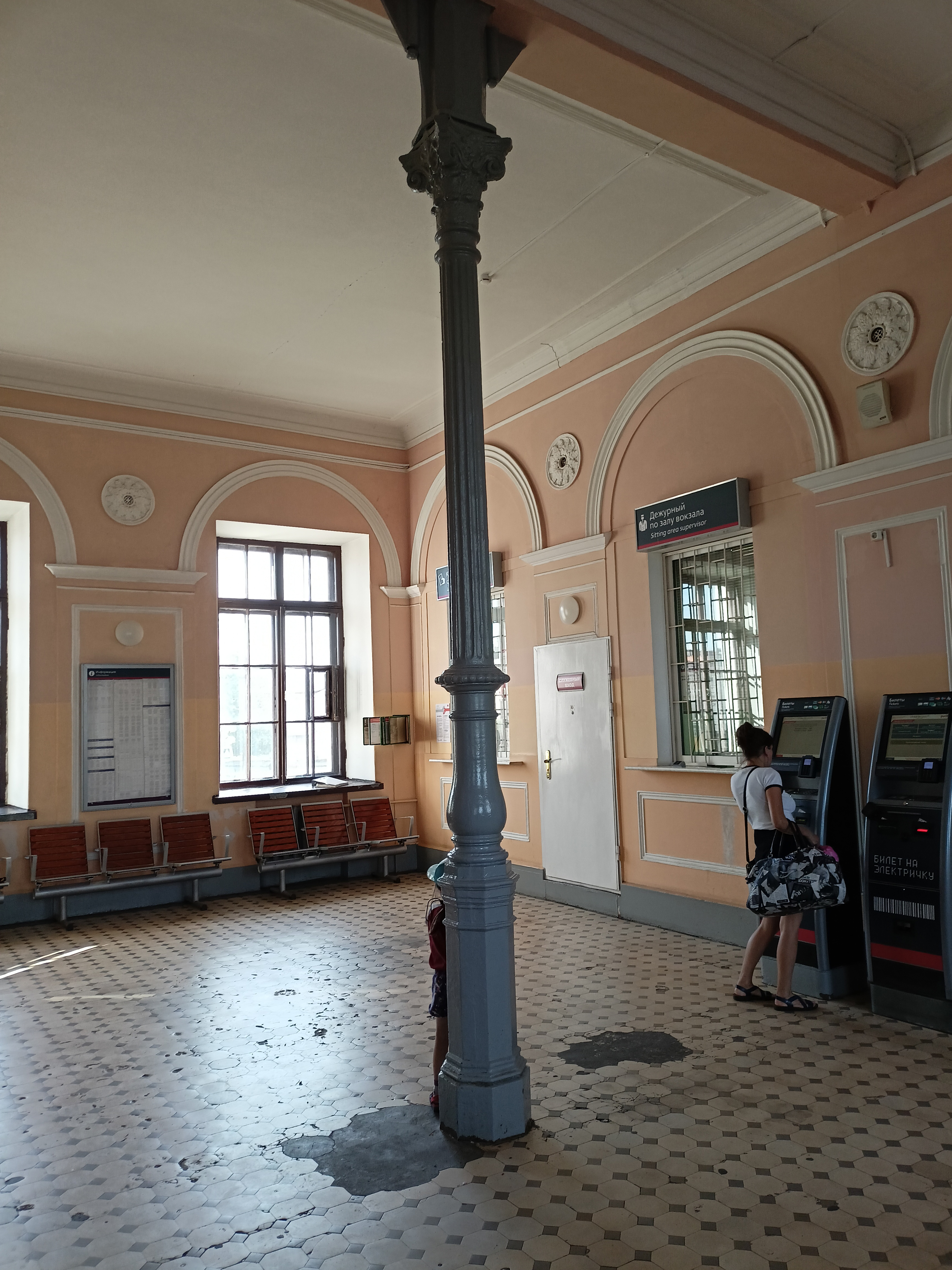
wnętrze dworca
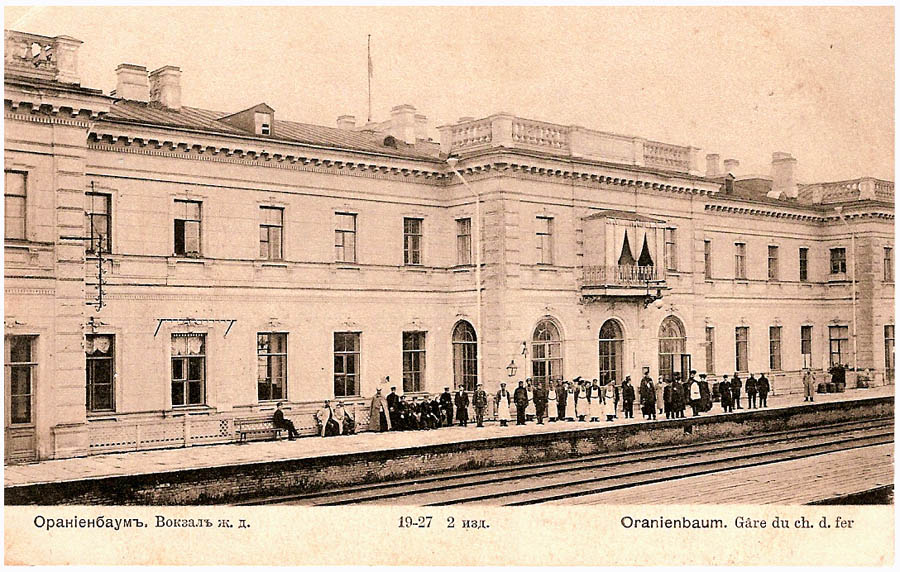
stacja w czasach carskich